# Cotinginae
Cotinginae es una subfamilia de aves paseriformes perteneciente a la familia Cotingidae, que agrupa a veintinueve especies, en siete géneros, nativas de la América tropical (Neotrópico), donde se distribuyen en ambientes selváticos y boscosos húmedos, desde el golfo de México, a través de América Central y del Sur, hasta el sureste de Brasil, noreste de Argentina, sur del Perú y norte y oeste de Bolivia.

## Taxonomía
Dando continuidad a trabajos anteriores, como Tello et al. (2009) y de Ohlson et al. (2013), Berv & Prum (2014) produjeron una extensa filogenia para la familia Cotingidae reflejando muchas de las divisiones anteriores e incluyendo nuevas relaciones entre los taxones, donde se propone el reconocimiento de cinco subfamilias: la presente, Pipreolinae, Phytotominae, Cephalopterinae y Rupicolinae.
El Comité de Clasificación de Sudamérica (SACC) aguarda propuestas para modificar la secuencia linear de los géneros y reconocer las subfamilias. El Comité Brasileño de Registros Ornitológicos (CBRO), en la Lista de las aves de Brasil - 2015 ya adopta esta clasificación.

## Géneros
De acuerdo a Berv & Prum (2014), esta subfamilia agrupa los siguientes géneros:
- Lipaugus (incluyendo Tijuca)
- Procnias
- Cotinga
- Porphyrolaema
- Conioptilon
- Gymnoderus
- Xipholena
- Carpodectes